# San Pablo de las Salinas
San Pablo de las Salinas – miasto w środkowym Meksyku, w stanie Meksyk. Liczy 220 800 mieszkańców (1 lipca 2014 roku).